# 馥香洋行旧址
36°3′49″N 120°19′3.6″E / 36.06361°N 120.317667°E
馥香洋行旧址位于中国山东省青岛市市南区莒县路1号，建于1900-1901年，现为市南区一般不可移动文物。

## 历史
1899年，德国人弗朗茨·兰纳（德語：Franz Laengner）与马丁·兰纳（Martin Laengner）兄弟赴青岛经商，并于1900至1901年间在提尔皮茨街（Tirpitzstraße，今莒县路）购地建房。兄弟二人开设的馥香洋行经营进出口业务，并在黄岛拥有一处砖瓦厂，二人轮流看管提尔皮茨街的洋行与黄岛的砖瓦厂。1907年，二人又在台西镇新开设一处工厂。1905年，另一位兄弟恩斯特·兰纳（Ernst Laengner）到青岛，在浮山所经营一家奶制品厂。此外在行名录中还曾有馥香洋行合伙人保罗·兰纳（Paul Laengner）与建设监理G·兰纳（G.Laengner）的记录。
弗朗茨·兰纳在青岛娶妻生子后，于1908年至1909年间离开青岛。恩斯特·兰纳1912年卒于青岛。马丁·兰纳则继续留在青岛，直至1914年青岛战役作为民兵被日军俘虏，卒于日本青野原战俘营。莒县路1号馥香洋行及兰纳兄弟住宅旧址此后用途不详，现为民居。2009年7月27日，该建筑以“莱格纳旧宅”之名列入市南区未核定为文物保护单位的不可移动文物（一般不可移动文物）名录。

## 建筑特色

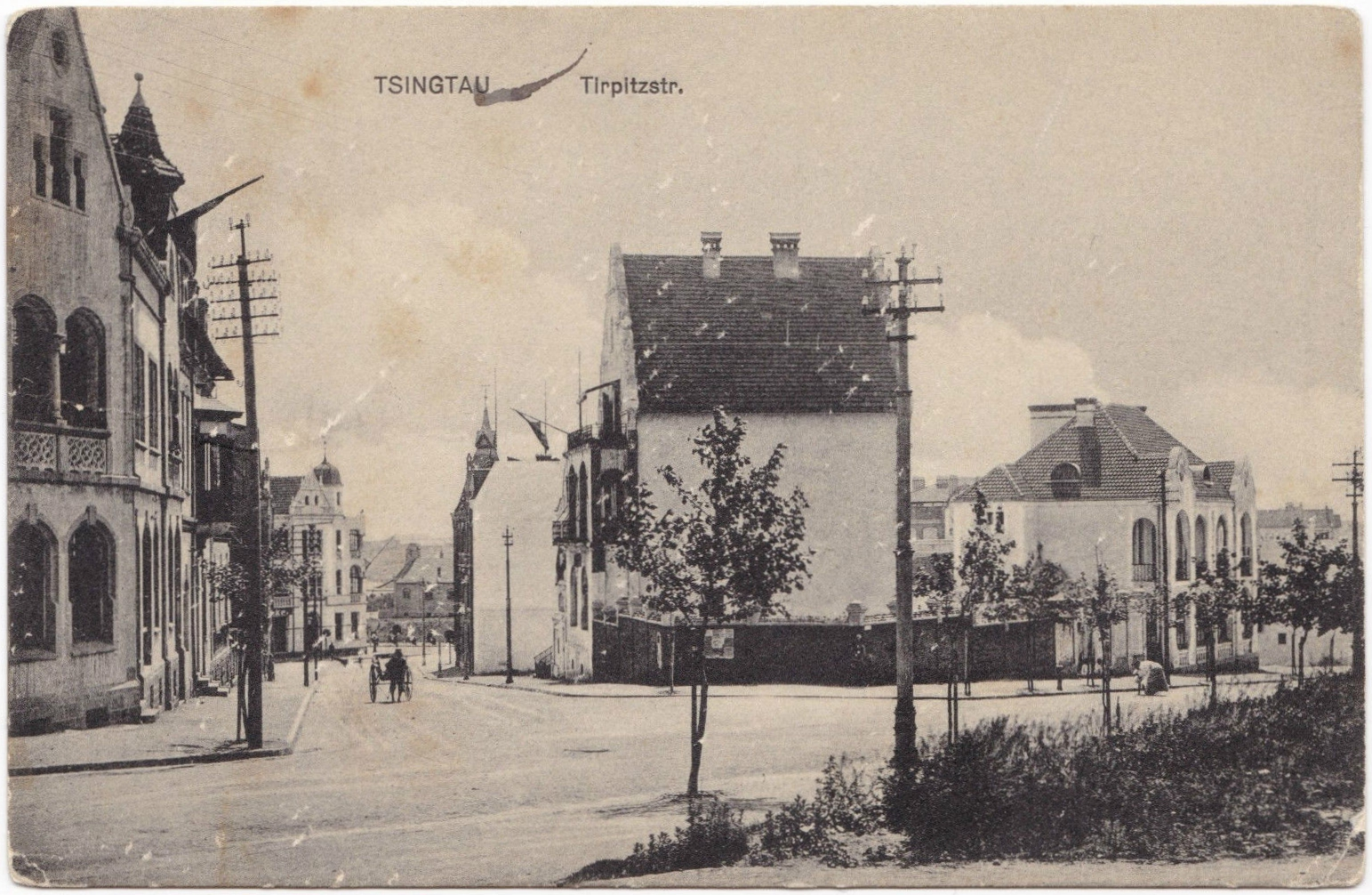
德占时期的莒县路湖南路路口，中央为馥香洋行，左侧为毛利公司、橡树饭店等建筑，右侧为魏斯住宅

馥香洋行旧址平面为矩形，地上3层（原高2层）带阁楼，地下1层，花岗岩砌基。该建筑高度与占地面积的比例较大，外观犹如高塔。正立面临莒县路，一层开券窗，二层设起券阳台，主入口位于南侧，正对临街院门。院门为两扇带有字母“GL”的铁艺大门，应为（兰纳兄弟）的缩写，现已不存。建筑顶部为两面曲线山墙，红瓦双坡屋顶。